# Marc Fiedrich

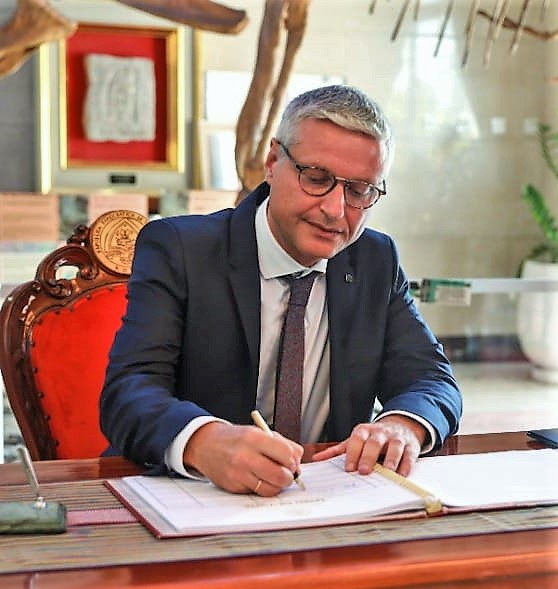
Marc Fiedrich am Tag der Übergabe seiner Akkreditierung für Osttimor

Marc Fiedrich ist ein deutscher Diplomat. Seit 2003 steht er im Dienst der Europäischen Union.
Fiedrich war früher Mitglied der EU-Delegationen in Nigeria und Venezuela. Bis 2022 war er amtierender Direktor des Dienstes für außenpolitische Instrumente innerhalb der Europäischen Kommission. Am 8. Juni 2022 wurde er als Nachfolger von Andrew Jacobs zum Delegationsleiter der Europäischen Union in Osttimor ernannt. Seine Akkreditierung übergab Fiedrich am 16. September 2022 an Präsident José Ramos-Horta.
Am 2. Juli 2025 erhielt Fiedrich den Collar des Ordem de Timor-Leste.